# جون شرينر
جون شرينر (بالنرويجية البوكمول: Johan Schreiner)‏ هو مؤرخ وبروفيسور نرويجي، ولد في 25 مايو 1903 في دروباك في النرويج، وتوفي في 8 أكتوبر 1967 في أوسلو في النرويج.